# Anatolischer Mohn
Der Anatolische Mohn (Papaver triniifolium) ist eine Pflanzenart aus der Familie der Mohngewächse (Papaveraceae). Er ist in der Türkei beheimatet und ist dem Papaver armeniacum, einer weiteren türkischen Mohnart, sehr ähnlich. Darüber hinaus gibt es noch einen Türkischen Mohn (Papaver orientale).

## Merkmale
Die zweijährige, krautige Pflanze erreicht Wuchshöhen bis 40 Zentimeter.
Im ersten Jahr bildet sich eine grünblaue, bis 30 Zentimeter durchmessende Blattrosette. Sie besteht aus gestielten, lanzettlich fiederspaltigen Laubblättern, die leicht behaart sind und bis zu 20 Zentimeter lang werden. Die einzelnen Blattsegmente sind schmaloval bis elliptisch. 
Im zweiten Jahr entwickelt sich ein kahler, verzweigter Blütenstängel, auf dem nickend bis aufrecht die Blüten sitzen.
Die radiärsymmetrische, zwittrige Blüte weist einen Durchmesser von 2,5 bis 4 Zentimeter auf. Die vier freien Kronblätter sind hell- bis scharlachrot.
Um den Fruchtknoten herum sitzen dicht die Staubblätter mit den gelben Staubbeuteln.
Der oberständige Fruchtknoten ist oben mit 4 bis 6 Strahlen versehen. Die Blütezeit verläuft von Mai bis Juni. Die zwittrigen Blüten werden durch Insekten bestäubt, oder sie bestäuben sich selbst.
Aus den Öffnungen unter dem Deckel der schlanken, 8 bis 12 mm langen, glatten, graugrünen Porenkapsel entweichen die sehr kleinen Samen, wenn die Pflanze im Wind schwankt. Nach der Samenreife stirbt die Pflanze ab. Die Verbreitung der Samen geschieht über Windausbreitung.
Die Chromosomenzahl beträgt 2n = 14 oder 28.

## Inhaltsstoffe
Der Milchsaft der Kapsel enthält giftige Alkaloide vom Rhoeadin-Typ, wie sie auch im heimischen Klatschmohn vorkommen. Dabei dominiert das Alkaloid Oreodin. Für die Herstellung von Betäubungsmitteln und insbesondere für die Herstellung von Opium hat die Art keine Bedeutung.

## Vorkommen
Der Anatolische Mohn ist in der Türkei im Florengebiet Nord-Armenien endemisch
.
Dort findet man ihn auf Kalkböden und Geröllhalden in Höhenlagen von 2.000 bis 3.400 Metern.